# Maison de Bourgogne-Mercatel
La maison de Bourgogne-Mercatel est issue des œuvres de Philippe III le Bon, duc de Bourgogne et de sa maîtresse Marie de Belleval, dame de Bonvillé, femme de Jean de Mercastel, baron du lieu (d'où le nom de Mercatel).
```
Raphaël de Bourgogne-Mercatel
, abbé de Saint-Pierre d’Aldenbourg et de Sain Bavon de Gand,
puis évêque de Rosen, né en 1463, décédé à Bruges le 
2 août 1508
.
|
|→ Antoine de Mercatel, prêtre et chapelain des arbalétriers de Saint-Georges.
|
|→ Raphaël de Mercatel, bourgeois de Douai.
    |
    |→ Nicolas de Mercatel, échevin de Douai, décédé en 1597.
        x Guillemette de Somain.
        |
        |→ Anne de Mercatel
        |   x Pierre Choppard, bourgeois de Douai.
        |
        |→ Jacques de Mercatel, docteur en médecine
            x 1582 à Françoise de Raismes
            |
            |→ Guillemette de Mercatel
                x N. de Roduis.
```

**